# التهاب البنكرياس الحاد
التهاب البنكرياس الحاد هو التهاب مفاجئ في البنكرياس ويمكن أن يكون له مضاعفات شديدة اعتمادا على شدة وترتفع معدل الوفيات بسببه على الرغم من العلاج. في حين أن الحالات الخفيفة غالبا ما ينم التعامل معها بنجاح مع تدابير مثل لاشيء عن طريق الفم (npo أو NBM) وسوائل بالوريد، وفي الحالات الشديدة قد يتطلب الأمر الدخول إلى وحدة العناية المركزة، أو حتى الجراحة (وغالبا ما يتطلب الأمر أكثر من واحده) للتعامل مع تعقيدات عملية المرض.

## أعراض وعلامات
الأعراض والعلامات الأكثر شيوعا تشمل:
- ألم حاد في أعلى البطن ويمتد إلى الظهر في 50٪ من الحالات
- ألم شديد وشرس في الظهر
- غثيان، قيء، إسهال وفقدان الشهية
- حمى / قشعريرة
- عدم استقرار الدورة الدموية، بما في ذلك صدمة
- البراز الدهني (شحوب، الرائحة الكريهة، وبراز زيتي)

الإشارات التي هي أقل شيوعا، وتشير إلى مرض شديد تشمل:
- علامات جرى تيرنر (تلون الخاصرة بسبب النزيف)
- علامات كولين (تلون السرة بسبب النزيف)

وهناك شروط أخرى يجب مراعاتها وهي:
- كيسَةٌ بَنْكِرْياسِيَّة كاذبة
- ضعف البنكرياس (داء السكري؛ سوء الامتصاص بسبب فشل الاكسوكرين)
- سرطان البنكرياس

على الرغم من أن هذه هي الأعراض الشائعة، فهي ليست دائما حاضره. آلام البطن البسيطة قد تكون الأعراض الوحيدة.

## الأسباب

### الأسباب الأكثر شيوعا
نشرت الهيئة الأمريكية للغذاء والدواء في أغسطس 2008 عن ست حالات من التهاب البنكرياس النزفية أو البكتيرية عند المرضى الذين يتناولون Byetta، وهو دواء مرض السكري المصرح به عام 2005. اثنين من المرضى توفوا. أبلغت إدارة الاغذية والعقاقير في تقارير سابقة عن 30 حالة أخرى من التهاب البنكرياس. المرضى الذين يتناولون Byetta ينبغي لهم على الفور الحصول على الرعاية الطبية إذا كانوا يمرون بتجربة غير مبررة من الآلام الشديدة في البطن مع أو بدون غثيان وقيء.
يوجد اختصار للأعراض باللغة الإنجليزية بناء على الحروف الأولى للأعراض بتلك اللغة يسمى "I get smashed" ولكل حرف علرض وهي م كالتالى:
- مرض مجهول السبب ويعتقد أنه ارتفاع ضغط الدم أو العضلة العاصرة microlithiasis.
- حصوة. حصى المرارة تنتقل إلى أسفل القناة الصفراوية المشتركة والتي تتعثر في وقت لاحق في Ampulla من Väter ويمكن أن تسبب انسداد في تدفق عصائر البنكرياس من البنكرياس إلى العفج المعي الاثنا عشر. الارتجاع الهضمي للعصائر يسبب تحلل (الذوبان) لخلايا البنكرياس والتهاب البنكرياس لاحقا.
- الإيثانول (الكحول)
- الصدمة
- المنشطات
- النكاف (فيروس بارميسكا) وغيره من الفيروسات (فيروس ابشتاين بار، الفيروس المضخم للخلايا)
- أمراض المناعة الذاتية (التهاب الشرايين العديد العقدي، الذئبة الحمامية الجهازية)
- لدغة العقرب (مثلا trinitatis Tityus)، وأيضا لدغ الثعابين
- ارتفاع نسبة الكالسيوم قي الدم، الدهون / ارتفاع نسب الدهون الثلاثية وانخفاض حرارة الجسم
- تصوير البنكرياس والأقنية الصفراوية بالتنظير الباطني بالطريق الراجع ( endoscopic etrograde ' holangio - ancreatography ' -- إجراء من شأنه أن يجمع بين التنظير والكشف الفلوري)
- المخدرات المنشطات والسلفوناميدات، الآزويثوبرين، المضادات، مدرات البول مثل فوروسيميد والثيازيدات، وافير) وقرحة الاثني عشر

البديل
- مجهول السبب
- الحصاة
- الإيثانول
- الأورام—البنكرياس، ampulla، choledocele
- قرص العقرب
- الميكروبيولوجية—البكتيرية (الميكوبلازما على سبيل المثال)، والنكاف (الفيروسية مثلا)، والطفيليات (على سبيل المثال ascariasis)
- الذاتية—الذئبة الحمراء، التهاب الشرايين العديد العقدي، الأمراض المزمنة
- جراحة / الصدمات النفسية—التلاعب في العضلة العاصرة للOddi (على سبيل المثال ERCP)
- فرط الكالسيوم في الدم وانخفاض حرارة الجسم
- الصمات أو نقص تروية
- المخدرات / السموم—الآزوثيوبرين mercaptopurine، فوروسيميد، هرمون الاستروجين والمنشطات

### أقل الأسباب الشائعة
- انقسام البنكرياس
- انبوب طويل مشترك
- سرطان في رأس البنكرياس، وغيرها من السرطانات
- الاسكاريس عرقلة تدفق البنكرياس
- الإصابة بدودة الكبد الصينية
- الإسكيمية بسبب الخضوع لعملية جراحية
- النخر الدهنية
- الحمل
- عدوى أخرى من النكاف، بما في ذلك الحماق النطاقي
- الاشتراك المتكرر في الماراثون.
- تليف كيسي
- حمض valproic
- فقدان الشهية أو الشره المرضي

### أسباب ديمغرافية
الأسباب الأكثر شيوعا لالتهاب البنكرياس، هي كما يلي:
- الدول الغربية—إدمان الكحول المزمن وحصى المرارة تستأثر بأكثر من 85 ٪ من جميع الحالات
- البلدان الشرقية—حصى المرارة
- الأطفال—الصدمة
- المراهقين والشباب—النكاف

## وصف المرض
يفرز البنكرياس الاكسوكرين مجموعة متنوعة من الانزيمات مثل البروتيني، الليباز، واللعاب. هذه الأنزيمات تساهم في هضم المواد الغذائية عن طريق تحطيم أنسجة الغذاء. في التهاب البنكرياس الحاد قد يكون الجاني الأسوأ بين هذه الانزيمات هو تربسونيجن البروتيني الذي يحول إلى التربسين النشط الذي هو المسؤول عن معظم الهضم في البنكرياس الذي يتسبب في آلام ومضاعفات التهاب البنكرياس.
التشريح المرضي
يتميز التهاب البنكرياس حاد (نخر نزفي حاد في البنكرياس) بالتهاب حاد وتنخر وحمة البنكرياس ونخر انزيمى من الدهون في البنكرياس والأوعية والنزيف. هذا نتيجة إلى تنشيط انزيمات البنكرياس. تنشيط الليباز ينتج تنخر الأنسجة الدهنية في إينترستيتيوم البنكرياس والمساحات peripancreatic. نخرية الخلايا الدهنية تظهر كظلال، حأطراف من الخلايا، التي تفتقر إلى النواة، واللون الوردي، ودقة حبيبات السيتوبلازم. من الممكن العثور على رواسب الكالسيوم (hematoxylinophilic). هضم جدران الأوعية الدموية قد يؤدى إلى تجلط الدم والنزيف. تسلل الاتهابات غني بخلايا الدم البيضاء

## التحقيقات والتشخيص
- تحليلات الدم -- تعداد الدم الكامل، اختبارات وظائف الكلى، وظيفة الكبد، والكالسيوم في الدم، المصل الأميليز والليباز، شريان الدم الغازى
- التصوير—اشعه الصدر (لاستبعاد أحشاء مثقوبة)، الاشعات السينيه للبطن (للكشف عن «حلقة خفيرا» اثنى عشر متسعة، وحصى في المرارة التي يمن كشفها بالأشعة في 10 ٪من الحالات) سونار للبطن

### الأميليز والليباز
- غالبا ما يؤدي ارتفاع أمصال الدم ومستويات انزيمات الأميليز والليباز المرتفعة، بالاشتراك مع آلام مبرحة في البطن إلى التشخيص الأولي لالتهاب حاد في البنكرياس.
- يرتفع انزيم الليباز بعد 4 إلى 8 ساعات من ظهور الأعراض ويعود إلى طبيعته في غضون 7 إلى 14 أيام بعد تلقي العلاج.
- انزيم الأميليز يكون طبيعي (في 10 ٪ من الحالات) من حالات التهاب البنكرياس الحاد أو المزمن (المنضب acinar الشامل الخلية) وhypertriglyceridemia.
- أسباب النتائج الايجابية الكاذبة لانزيم الأميليز المرتفعة تشمل أمراض الغدة اللعابية (ارتفاع الأميليز اللعابية) وmacroamylasemia.
- إذا كان مستوى الليباز هو من 2.5 إلى 3 مرات أكبر من الأميليز، فإنه يعد مؤشرا لالتهاب البنكرياس بسبب الكحول [3]

فيما يتعلق بشأن اختيار هذه الاختبارات تشير نوعان من الممارسات المبدئية التوجيهية إلى:
"ليس من الضروري عادة قياس كل من انزيم الأميليز والليباز. انزيم الليباز قد يكون الأفضل لأنه لا يزال طبيعيا في بعض الظروف التي لا علاقة لها بالبنكرياس تزيد من انزيم الأميليز بما قي ذلك macroamylasemia، التهاب الغدة النكفية، وبعض السرطانات. بصفة عامة، يعتبر انزيم الليباز أن تكون أكثر حساسية وتحديدا من انزيم الأميليز في تشخيص التهاب البنكرياس الحاد 
«على الرغم من أن انزيم الأميليز متاح على نطاق واسع، ويوفر دقة مقبولة قيالتشخيص، انزيم الليباز هو المفضل لتشخيص التهاب البنكرياس الحاد (التوصية بدرجة أ)» 
معظم (بميد 15943725، 11552931 بميد، بميد 2580467، 2466075 بميد، بميد 9436862)، ولكن ليس كل (بميد 11156345، بميد 8945483) الدراسات الفردية تدعم تفوق الليباز. في دراسة واحدة كبيرة، لم يكن لدى مرضى التهاب البنكرياس نسب مرتفعة من الأميليز مع الليباز العادي  دراسة أخرى وجدت أن الأميليز يمكن أن يضيف قيمة إلى تشخيص الليباز، ولكن فقط إذا كانت نتائج الاختبارات مجتمعة مع اثنين من المعادلات العملية الرياضية الدالة 

### التصوير المقطعي
فيما يتعلق بالحاجة إلى التصوير المقطعي تشير الممارسات المبادئية التوجيهية إلى التالى:
2006 : «كثير من مرضى التهاب البنكرياس الحاد لا تتطلب حالتهم الاشعة المقطعية عند دخول المستشفى أو في أي وقت خلال فترة العلاج. على سبيل المثال، عادة الاشعة المقطعية ليست ضرورية للمرضى الذين يعانون من التهاب البنكرياس المعتدل المتكرر الناجم عن الكحول. الحاجة الحقيقية لاجل الاشعة المقطعية في القبول هو للكشف عن ما إذا كانت الحالة التهاب البنكرياس الحاد أو حالة خطيرة في البطن، مثل قرحة مخرمة».
2005 : «المرضى الذين يعانون من فشل زرع أعضاء، علامات تعفن الدم، أو تدهور الحالة السريرية بعد القبول ب6-10 يوما ستتطلب الاشعة المقطعية (التوصية من الدرجة الثانية).» 
الأشعة المقطعية للبطن ينبغي ألا تتم قبل ال48 ساعة الأولى من ظهور الاعراض لأن قبل ذلك ستكون النتائج ملتبسة أو عادية.
نتائج الأشعة المقطعية يمكن تصنيفها إلى الفئات التالية من أجل التذكير السهل:
- Intrapancreatic—نشر أو توسيع مجزأ، ورم، فقاعات غازية، أكياس البنكرياس الكاذبة وphlegmons / خراجات (التي تحدث بعد 4 إلى 6 أسابيع أو أقل بعد الأعراض الأولية)
- Peripancreatic / extrapancreatic—عدم انتظام الخطوط العريضة للبنكرياس، وطمس peripancreatic الدهون، ورم retroperitoneal، سوائل في كيس lessar، السوائل في الجزء الأيسر من pararenal
- Locoregional—Gerota علامة فآسيا (سماكة Gerota الملتهبة في فآسيا، والتي تصبح مرئية)، استسقاء البنكرياس، راقة الجنبي (يرى على القطع القاعدية من التجويف الجنبية)، علوص adynamic، الخ.

### تصوير بالرنين المغنطيسى
في حين أن التصوير المقطعي يعتبر معيار ذهبى في التصوير التشخيصي لالتهاب البنكرياس الحاد. التصوير بالرنين المغناطيسي (التصوير بالرنين المغناطيسي) قد أصبح ذات قيمة متزايدة باعتباره أداة لتصوير البنكرياس، وخاصة مجموعات السوائل في البنكرياس والمكونات necrotized. هناك فائدة إضافية من التصوير بالرنين المغناطيسي وتتضمن إشارة للمرضى الذين يعانون من حساسية لمواد الأشعة المقطعية، وعموما حساسية أكبر للنزف، والمضاعفات الوعائية، pseudoaneurysms، والجلطة الوريدية.
ميزة أخرى للتصوير بالرنين المغناطيسي هو استخدام متواليات لcholangiopancreatography بالرنين المغناطيسي (إم آر سي بي). التصوير بالرنين المغنطيسى يوفر معلومات مفيدة فيما يتعلق بأسباب التهاب البنكرياس الحاد في ما يخص وجود أي حصوات صغيرة مرارية (choledocholithiasis أو cholelithiasis) والحالات الشاذة للأنبوب. التجارب السريرية تشير إلى أن هذا التصوير يمكن أن يكون أداة فعالة لتشخيص التهاب البنكرياس الحاد مع المسببات المرارية عنها بالمنظار cholangiopancreatography، ولكن مع فوائد أنها تسبب مضاعفات أقل.

## التصنيف حسب الشدة

### تطور الفيزيولوجيا المرضية
التهاب البنكرياس الحاد يمكن أن ينقسم كذلك إلى معتدل وحاد. في معظم الحالات يتم استخدام تصنيف أتلانتا (1992). في حالات التهاب البنكرياس الحاد كمية التنخر هي التي تحدد النتيجة الاكلينيكية. حوالي 20 ٪ من حالات التهاب البنكرياس الحاد تكون شديدة وبلغت نسبة الوفيات بها نحو 20 ٪. هذا تصنيف هام حيث أن التهاب البنكرياس الحاد يحتاج إلى العناية المركزة والعلاج المكثف في حين أن حالات البنكرياس المعتدلة يمكن معالجتها في جناح عادى.
النخر سوف يعقبه متلازمة الاستجابة الالتهابية النظامية وستحدد مسار العلاج الفوري. وبالطبع أسلوب العلاج سيحدده العدوى البكتيرية. الذي هو سبب جرثومي (سلبية الغرام) ينتقل من قولون المريض.
هناك عدة طرق للمساعدة على التمييز بين هذين الشكلين. أحدهم هو المذكور أعلاه نقاط رانسون.

### الأرقام القياسية
عند التنبؤ والتكهن، وهناك مؤشرات عدة استخدمت كوسيلة للتنبؤ بالبقاء على قيد الحياة. يوجد نظامين لتسجيل هذا وهي رانسون وأباتشي الثاني (فسيولوجيا الحادة، العمر والصحة التقييم المزمن) للأرقام القياسية. معظم  الدراسات ولكن ليس كلها  تقرر بأن سجل أباتشي قد يكون أكثر دقة. في دراسة سلبية لسجل اباتشي ، كان نظام اباتشي الثاني يستخدم مقياس ال24 ساعة بدلا من تسجيل نقاط لمدة 48 ساعة. بالإضافة إلى ذلك، جميع المرضى في الدراسة تم عمل تصوير الموجات فوق الصوتية لهم مرتين والذي قد أثر في توزيع المشاركين في المداخلات. بغض النظر، اباتشي الثاني يمكن حسابه بالكامل عند الدخول إلى المستشفى. كما أن اباتشي الثاني هو أكثر تعقيدا لحسابه، ويفترض أن المرضى الذين يعانون من خلل في المختبر بسبب انزيم الليباز المرتفع أو الأميليز لا يحتاجون إلى التكهن مع اباتشي الثاني، بيد أن هذا النهج غير مدروس. ويمكن حساب نتيجة اباتشي الثاني في www.sfar.org.
ممارسة المبادئ التوجيهية:
2006 : "الاختبارين المفيدين للغاية عند دخول المستشفى من أجل التمييز ما بين التهاب البنكرياس الحاد والخفيف هما سجل أباتشي الثاني وانزيم الهيماتوكريت. من المستحسن أن يتم أخذ مقياس أباتشي الثاني خلال أول 3 أيام من دخول المستشفى، وبعد ذلك حسب الحاجة للمساعدة في هذا التمييز. كما أنها أوصت بأن يتم الحصول على الهيماتوكريت عند الدخول للمستشفى، 12 ساعة بعد دخول المريض، وبعد 24 ساعة من القبول مما يساعد على قياس مدى كفاية انعاش السوائل.
2005 : «التقييم الحالي يجب أن يشمل التقييم الاكلينيكى، وخاصة بأي حال قي القلب والأوعية الدموية والجهاز التنفسي، والكلى، ومؤشر كتلة الجسم والأشعة السينية للصدر، وسجل أباتشي الثاني» 

## نقاط رانسون
معايير رانسون الاكلينيكية هي قاعدة للتنبؤ بشدة التهاب البنكرياس الحاد. عرض لأول مرة في عام 1974. [1]

### عند القبول بالمستشفى
العمر> 55 سنة
عدد خلايا الدم البيضاء> 16000 cells/mm3
جلوكوز الدم> 11 مليمول / لتر (> 200 ملغ / دل)
المصل است> 250 وحدة دولية / لتر
LDH المصل> 350 وحدة دولية / لتر

#### بعد 48 ساعة
الكالسيوم (مصل الكالسيوم <2.0 مليمول / لتر (<8.0 ملغ / دل)
سقوط الهيماتوكريت لأكثر من 10 ٪
الأوكسجين (نقص التأكسج PO2 <60 مم زئبق)
ازدادت BUN بمقدار 1.8 أو أكثر مليمول / لتر (5 أو أكثر ملغ / دل) بعد الماء السائل بالوريد
قاعدة العجز (القاعدة السلبية الزائدة)> 4 mEq / لتر
احتباس السوائل> 6 لتر
معايير تعيين النقطة التي اجتمعت في نقطة معينة في أي وقت خلال فترة ال48 ساعة، حيث أنه في بعض الحالات يمكن أن تحسب بعد وقت قصير من القبول. وهو ينطبق على كل من المرارة والبنكرياس الكحولي.
بدلا من ذلك، يمكن أن يكون تشخيص التهاب البنكرياس في حالة اجتماع أي من الأمور التالية: [2]

## نتيجة أباتشي الثاني
اباتشي برصيد 8 ≥
فشل العضو
تنخر البنكرياس الكبير (ما لا يقل عن 30 ٪ وفقا لنخر غدي على النقيض المحسن للتصوير المقطعى)
التفسير
إذا كانت النتائج ≥ 3، التهاب البنكرياس الحاد محتمل.
إذا كانت النتيجة <3، التهاب البنكرياس الحاد من غير المرجح
أو
النتيجة 0 إلى 2 : 2 ٪ معدل وفيات
النتيجة 3 إلى 4 : 15 ٪ معدل وفيات
النتيجة 5 و6 : 40 ٪ معدل وفيات
النتيجة 7 و8 : 100 ٪ معدل وفيات
وسيلة لتذكر تحفيظ معايير رانسون
عند القبول: (الجلوكوز، والعمر، LDH، است، عد خلايا الدم البيضاء)
عند 48 ساعة: كالفن وهوبز): (الكالسيوم، الهيماتوكريت، الأكسجين، BUN، قاعدة العجز، وحبس (السائل) أكبر من 6 لترات (انظر: توازن السوائل)

### أباتشي
«التقييم علم وظائف الأعضاء الحادة والمزمنة» (أباتشي الثاني) النتيجة> 8 نقاط تتوقع نسبة 11 ٪ إلى 18 ٪ معدل وفيات 
الحاسب على الإنترنت
- نزيف السائل البريتوني
- السمنة
- مؤشرات فشل العضو
- هبوط ضغط الدم (الخطة الاستشرافية <90 مليمترا) أو عدم انتظام دقات القلب> 130 نبضة / دقيقة
- ص 2 <60 مم زئبق
- قلة البول (أقل من 50 مل / ساعة) أو زيادة نيتروجين يوريا الدم والكرياتينين
- مصل الكالسيوم <1.90 مليمول / لتر (<8.0 ملغ / دل) أو مصل الألبومين <33 غ / ل (<3.2.g/dL)>

### معيار بالتاسار
في وقت مبكر قبل 1990 قام اميل بالتاسار وآخرون بتطوير  نظام التصوير بالأشعة المقطعية وهو نظام الدرجات المستخدم لتحديد شدة التهاب البنكرياس الحاد. وCTSI العددية لديها حد أقصى من عشر نقاط، وهو مجموع نقاط بالتاسار ونقاط نخر البنكرياس:
تقييم بالتاسار
| تقييم بالتاسار | ظهوره على التصوير المقطعى                                                       | نقاط تقييم التصوير المقطعى |
| -------------- | ------------------------------------------------------------------------------- | -------------------------- |
| الدرجة A       | عادي                                                                            | 0 نقطة                     |
| الدرجة B       | ورم أو توسيع منتشر في البنكرياس                                                 | 1 نقطة واحدة               |
| الدرجة C       | شذوذ بغدة البنكرياس والتهاب peripancreatic                                      | 2 نقطتين                   |
| الدرجة D       | جمع السوائل في مكان واحد                                                        | 3 نقاط                     |
| الدرجة E       | اثنين أو أكثر من المجموعات السوائل و/ أو فقاعات غازية في أو بالقرب من البنكرياس | 4 نقاط                     |

تقييم النخر
| النسبة المئوية للنخر | النقاط   |
| -------------------- | -------- |
| لا نخر               | 0 نقطة   |
| 0 إلى 30 ٪ نخر       | 2 نقطتين |
| 30 إلى 50 ٪ نخر      | 4 نقطة   |
| أكثر من 50 ٪ نخر     | 6 نقاط   |

اظهرت عدد من الدراسات أن نظام الدرجات المستخدم لتحديد شدة التهاب البنكرياس الحاد قدم تقييم أكثر دقة من أباتشي الثاني، رانسون، مستوى بروتين سي التفاعلي (سي آر بي). ومع ذلك، عدد قليل من الدراسات تشير إلى أن CTSI ليس مرتبطا بشكل كبير من تشخيص المرضى في المستشفيات الذين يعانون من تنخر البنكرياس، كما أنها ليست طريقى دقيقة للتنبؤ بشدة التهاب البكرياس الحاد.

## العلاج

### التحكم قي الألم
في البداية كان يعتقد أن المسكنات لا ينبغي اعطائها مثل المورفين لأنه قد يسبب تشنج في العضلة العاصرة للOddi وتفاقم الألم، وكان الدواء المختار هو بيثيدين. ومع ذلك، نظرا لعدم كفاءة وخطر سمية بيثيدين، في الآونة الأخيرة اقرت الدراسات اختيار المورفين كمسكن. يمكن استخدام بيثيدين من قبل بعض الممارسين في الحالات البسيطة، أو حين لا يمكن وصف المورفين.

### راحة الأمعاء
عند إدارة التهاب البنكرياس الحاد يكون العلاج هو التوقف عن تغذية المريض، وعدم تقديم أي شيء له أو لها عن طريق الفم، وإعطاء السوائل عن طريق الوريد لمنع الجفاف، وما يكفي للسيطرة على الألم. يتم تحفيز البنكرياس على افراز انزيمات عند وجود طعام في المعدة، ولذلك وعدم وجود المواد الغذائية التي تمر من خلال النظام يسمح للبنكرياس بالراحة. حوالي 20 ٪ من المرضى ينتكسون بسبب الألم أثناء التهاب البنكرياس الحاد. حوالي 75 ٪ من حالات الانتكاس تحدث خلال 48 ساعة من إعادة التغذية عن طريق الفم.
حالات الانتكاس بعد التغذية عن طريق الفم قد يتم تخفيضها للأنبوب المعوي بدلا من التغذية الوريدية قبل إعادة التغذية عن طريق الفم. معييار IMRIE مفيد أيضا.

### دعم غذائي
في الآونة الأخيرة، كان هناك تحول في نموذج إدارة التغذية (التغذية الوريدية الإجمالي) المبكرة، والتغذية معوية اللاحقة (الذي هو انبوب تغذية بالتنظير أو الأشعة السينية يدخل على الجزء الثالث من اثنى عشر). ميزة التغذية المعوية هو أنه أكثر فسيولوجيا، ويمنع ضمور الأمعاء الغليظة المخاطية، وخالية من الآثار الجانبية للالشبكة (مثل وجود الفطريات في الدم). المزايا الإضافية في مرحلة ما بعد التغذية بالانبوب هي علاقة عكسية ما بين افرازات البنكرياس والمسافة لتسليم المواد الغذائية إلى بوابة المعدة، فضلا عن تقليص خطر التعرض للطموح.
عيوب أنبوب ناسو المعوي للتغذية تشمل زيادة خطر حدوث التهاب في الجيوب الأنفية (وخاصة إذا بقى الأنبوب تبقى في مكانه أكثر من أسبوعين)، وهو خطر حالي يحدث من دون قصد عند إدخال الأنبوب في القصبة الهوائية حتى في المرضى الذين يعانون مدخل الأنبوب (خلافا للاعتقاد السائد، فإن قطع أنبوب endotracheal لا يكفي وحده دائما لمنع دخول أنبوب القصبة الهوائية).

### المضادات الحيوية
التحليل التجميعي من كوشرين خلص إلى أن المضادات الحيوية تساعد لعلاج العدد اللازم وهو 11 مريض للحد من وفيات  ومع ذلك، فإن دراسة واحدة في التحليل التجميعي استخدمت الكينولون، واللاحقة معشاة مضبطة بالشواهد درست سيبروفلوكساسين وكان كلاهما سلبي 

#### مضادات Carbapenems
درست عينة منضبطة عشوائية في وقت مبكر ل إيميبينيم 0.5 غرام في الوريد كل ثماني ساعات لمدة أسبوعين أظهر انخفاضا في تعفن الدم في البنكرياس من 30 ٪ إلى 12 ٪.
آخر عينة منضبطة عشوائية مع المرضى الذين لديهم ما لا يقل عن 50 ٪ نخر في البنكرياس استفادت من إيميبينيم مقارنة ببيفلوكساسين مع حدوث انخفاض في النخر المصاب من 34 ٪ إلى 20 ٪ 
وتلى ذلك عينة منضبطة عشوائية تستخدم ميروبينم 1 غرام كل 8 ساعات عن طريق الوريد لمدة 7 إلى 21 يوما لم تذكر أي فائدة، ولكن 28 ٪ من المرضى في المجموعة تطلبوا العلاج بالمضادات الحيوية المطلوبة مقابل 46 ٪ في مجموعة العقار الوهمي. بالإضافة إلى ذلك، السيطرة على المجموعة كان على 18 ٪ فقط من حالات عدوى peripancreatic وأقل بالنسبة لمجموعة العلاج المرارية والبنكرياس (44 ٪ مقابل 24 ٪).

#### الملخص
في الموجز دور المضادات الحيوية مثير للجدل. كان رأى أحد الخبراء الأخير (قبل الحكم السلبي الأخير على ميروبينم  اقترح استخدام إيميبينيم إذا اظهرت الاشعة المقطعية أكثر من 30 ٪ نخر البنكرياس.

### ERCP
ERCP (بالمنظار الوراء cholangiopancreatography) ، في وقت مبكر تتم في حدود 24 إلى 72 ساعة من التعرض، ومن المعروف أنها تخفض معدلات الاعتلال والوفيات. مؤشرات الERCP المبكر هي كما يلي :
- التدهور الاكلينيكى أو عدم التحسن بعد 24 ساعة
- الكشف عن حصوات عامة في القناة الصفراوية أو القنوات intrahepatic أو extrahepatic متسعة على الأشعة المقطعية للبطن

مساوئ ERCP هي كما يلي :
- يترسب ERCP في البنكرياس، ويمكنة إدخال عدوى التهاب البنكرياس العقيمة
- المخاطر الكامنة في أيERCP منها النزيف

ومن الجدير بالذكر أن ERCP نفسها يمكن أن تكون سببا في البنكرياس.

### الجراحة
الجراحة مطلوبه لمن هم مصابون بنخر البنكرياس وعدم اليقين من التشخيص والمضاعفات. السبب الأكثر شيوعا للوفاة في التهاب البنكرياس الحاد هو العدوى الثانوية. يتم تشخيص العدوى على أساس معيارين
- فقاعات الغاز على الاشعة المقطعية (في 20 إلى 50 ٪ من المصابين بالنخر)
- نتائج إيجابية لمزرعة بكتيرية (عينة بإبرة رفيعة، وعادة بمساعدة الأشعة المقطعية أو بتوجيه US) للبنكرياس.

خيارات الجراحة للمصابين بالنخر تشمل ما يلي :
- الحد الأدنى للتدخل المحكم—necrosectomy من خلال شق صغير في الجلد (الجانب الأيسر) أو في المعدة
- الإدارة التقليدية—necrosectomy مع الصرف بسيطة
- إدارة مغلقة—necrosectomy مغلقة مع استمرار الغسل ما بعد الجراحة
- إدارة الفتح—necrosectomy مع reoperations لتنظيم المخطط على فترات محددة (حتى 20 + reoperations في بعض الحالات)

### التدابير الأخرى
- مثبطات انزيم البنكرياس لم يثبت جدواها.[32]
- استخدام أوكتريوتيد لم يثبت تحسين النتيجة.[33]

## المضاعفات
المضاعفات يمكن أن تكون نظامية أو عامة.
- نظامية لتشمل المضاعفات بما في ذلك ARDS، وهو أعراض اختلال وظيفي للعديد من أجهزة الجسم، DIC، نقص كالسيوم الدم (من تصبين الدهون)، ارتفاع السكر في الدم والانسولين المعتمد عليه السكري (الانسولين المنتج من البنكرياس بسبب تلف خلايا بيتا)
- مضاعفات عامة تشمل pseudocyst البنكرياس وphlegmon / تشكيل الخراج، pseudoaneurysms الشريان التهاب الطحال، والنزف من تقرحات في الشرايين والتهاب الطحال المنوال، تخثر الدم من الوريد إلى الطحال، متفوقة المنوال مساريقي والأوردة البوابة (حسب الترتيب التنازلي للتكرار)، وعرقلة الإثني عشر، إعاقة عامة للقناة الصفراوية، التهاب البنكرياس المزمن

## علم الأوبئة
- المعدل السنوي في الولايات المتحدة هو 18 لكل 100,000 من السكان. في دراسة عبر أوروبا، زادت حدة حدوث التهاب البكرياس الحاد من 12.4 إلى 15.9 في 100,000 سنويا من 1985 حتي 1995، ومع ذلك، ظلت الوفيات مستقرة نتيجة للنتائج الأفضل.[34] أظهرت دراسة أخرى معدلات أقل من 9.8 لكل 100,000 ولكن في وجود اتجاه للتدهور المماثل (زيادة من 4.9 في 1963-74) مع مرور الوقت.[35]

## شخصيات عالمية أصيبت به
- المصور روبير دوانو

## وانظر أيضا
- التهاب البنكرياس المزمن
- بنكرياس منقسم

## وصلات خارجية
- فيديو : مضاعفات التهاب البنكرياس الحاد : الإدارة والنتيجة، ومارك مالنجولى، دكتوراه في الطب، ويتحدث في جامعة ويسكنسن مدرسة الطب والصحة العامة (2007)
- المعلومات الطبية والعلاج من التهاب البنكرياس الحاد
- آليات للمرض : المسببات والفيزيولوجيا المرضية لالتهاب البنكرياس الحاد
- الباثولوجيا أطلس الصور.